# Parafia św. Jana Chrzciciela w Złotym Potoku
Parafia św. Jana Chrzciciela w Złotym Potoku – parafia rzymskokatolicka, znajdująca się w archidiecezji częstochowskiej, w dekanacie żareckim.